# Хели-Пенджинский сельсовет
Хели-Пенджинский сельсовет — административно-территориальная единица и муниципальное образование со статусом сельского поселения в Табасаранском районе Дагестана Российской Федерации.
Административный центр — село Хели.

## Население
| 2002  | 2010  | 2012  | 2013  | 2014  | 2015  | 2016  |
| ----- | ----- | ----- | ----- | ----- | ----- | ----- |
| 1033  | ↗1044 | ↘1034 | ↗1035 | ↘1021 | ↘1012 | ↗1017 |
| 2017  | 2018  | 2019  | 2020  | 2021  | 2023  | 2024  |
| ↗1029 | ↗1070 | ↘1055 | ↘1048 | ↗1326 | ↘1325 | ↘1324 |

## Состав
| № | Населённый пункт | Тип населённого пункта       | Население |
| - | ---------------- | ---------------------------- | --------- |
| 1 | Екраг            | село                         | ↗303      |
| 2 | Пенджи           | село                         | ↗352      |
| 3 | Хели             | село, административный центр | ↗671      |